# Сакамото, Цуцуми
Цуцуми Сакамото (яп. 坂本 堤, 8 апреля 1956 — 4 ноября 1989) — японский юрист, работавший над подготовкой массового судебного иска против неорелигиозной террористической организации Аум синрикё. Вместе с женой и малолетним ребёнком убит неустановленными преступниками, проникшими в его квартиру. Спустя шесть лет было установлено, что преступниками были бывшие члены Аум.

## Борец с сектами
Юридическая практика Сакамото в период, непосредственно предшествовавший его убийству, была сосредоточена на новых и нетрадиционных религиозных организациях. Сакамото успешно представлял родственников членов Церкви объединения в исках против этой влиятельной организации со штаб-квартирой в Южной Корее, основанной Мун Сон Мёном. Сакамото эффективно применил следующий сценарий: требование финансовых компенсаций от лица родственников членов Церкви объединения за средства, тем или иным образом переданные ими этой религиозной группе, а также за моральный вред, причинённый ухудшившимися семейными отношениями. Публичная кампания, в рамках которой протестующие пострадавшие родственники членов Церкви объединения привлекали внимание общественности к своим требованиям, оказалась достаточно успешной. В результате Церковь объединения понесла значительные финансовые потери, которые продолжает испытывать по сей день.
Гонорары юристов в подобных массовых исках обычно представляют собой процент от суммарной компенсации, полученной истцами от ответчика, поэтому истцы обычно избавлены от необходимости оплачивать дорогостоящие услуги адвоката. Для юристов такая ситуация является одновременно рискованной и привлекательной: в случае, если им удаётся получить благоприятное решение суда, финансовая отдача обычно оправдывает годы бесплатной работы.
Организовав похожую общественную кампанию, на этот раз направленную против Аум синрикё, Сакамото, вероятно, рассчитывал применить тактику, успешно использованную против организации Муна, и продемонстрировать, что члены Аум, подобно членам Церкви объединения, не вступали в группу добровольно, но были вовлечены туда обманом. Возможно, они удерживались против собственной воли угрозами, а религиозные предметы (так называемые «инициации») продавались им по «неоправданно завышенным» ценам, что отнимало средства у других членов их семей. Основываясь на предыдущих решениях по искам Сакамото против Церкви объединения, суды с высокой вероятностью поддержали бы истцов, что неминуемо привело бы к банкротству Аум синрикё, которая в сравнении с Церковью Объединения была значительно менее финансово стабильной в 1988 году, через год после получения статуса религиозной группы.
В 1988 году Сакамото создал Аум синрикё Хигай Тайсаку Бэнгодан («Коалицию помощи тем, кого затронула деятельность Аум синрикё»). Несколько месяцев спустя она была переименована в Аум Синрикё Хигайся-но-кай («Ассоциация жертв Аум синрикё»).

## Обстоятельства преступления
3 ноября 1989 несколько мужчин приехали в г. Йокогама, где находилась принадлежащая семье Сакамото квартира, захватив с собой пачку медицинских игл для подкожных инъекций, а также хлорид калия. Согласно показаниям, данным позднее в ходе судебных заседаний, мужчины планировали применить химикат для того, чтобы похитить Сакамото с железнодорожной станции, однако, вопреки их ожиданиям, адвокат на станции не появился.
В 3 часа утра группа вошла в квартиру Сакамото через незапертую дверь. Цуцуми Сакамото, его жена Сатоко (яп. 坂本都子) и их малолетний сын Тацухико (яп. 坂本竜彦) получили инъекцию хлорида калия. Цуцуми Сакамото, на которого по какой-то причине инъекция не оказала ожидаемого действия, был задушен. Останки были помещены в металлические барабаны и спрятаны в сельской местности.
Изменился ли правовой климат, окружавший Аум синрикё, вследствие смерти Сакамото или же нет — вопрос, открытый для дебатов. В течение шести лет после смерти Сакамото масштабных судебных исков, угрожавших невосполнимыми потерями и банкротством, в отношении этой группы не было, хотя отдельные неблагоприятные судебные решения имели место.

## Личные отзывы
После того как участие членов Аум в убийстве семьи Сакамото стало очевидным, средства массовой информации изображали адвоката бескорыстным борцом с сектами, пострадавшим в ходе попытки избавить общество от зла. Однако юристы, делившие офисные помещения с Сакамото и принимавшие участие в его повседневной деятельности, считают подобные аллегории натяжкой. По их словам, Сакамото никогда не собирался становиться этаким «борцом за справедливость» и гораздо больше интересовался обычными, «мирскими» вещами — как то секс с девушками и деньги. Несмотря на имевшиеся опасения, в тот период коллеги не считали вероятным, что члены Аум окажутся способны зайти столь далеко, что предпримут попытку убийства адвоката.

## Последствия
Алеф, организация - наследник Аум синрикё, осудила вышеописанные события и объявила о переменах в своей внутренней политике. Также был учреждён специальный компенсационный фонд для осуществления финансовых выплат пострадавшим. Последователям, участвовавшим в серьёзных преступлениях, не разрешается вступать в Алеф, в их отношении используется выражение «бывшие последователи».
Участие членов Аум синрикё было установлено шесть лет спустя после вышеописанных событий, когда ряд высокопоставленных членов группы был арестованы по другим обвинениям, включая наиболее известное — зариновую атаку в токийском метрополитене. Все участники убийства Сакамото получили смертные приговоры. Согласно решению суда, убийство было предпринято ими по прямому указанию основателя группы Сёко Асахары, хотя не все обвиняемые подтвердили это своими показаниями, а юристы Сёко Асахары приводили аргументы, в соответствие с которыми попытка переложить вину за совершённое на руководителя организации была вызвана желанием облегчить участь и избежать высшей меры наказания.